# Велоспорт на літніх Олімпійських іграх 2016 — спринт (жінки)
Змагання у спринті з велоспорту серед жінок на літніх Олімпійських іграх 2016 пройшли з 14 по 16 серпня.

## Призери
| Золото                | Срібло               | Бронза             |
| Крістіна Фоґель (GER) | Ребекка Джеймс (GBR) | Кеті Марчант (GBR) |

## Рекорди
| Світовий рекорд     | Крістіна Фоґель (GER)   | 10.384 c | Аґуаскальєнтес, Мексика | 7 грудня 2013 |
| Олімпійський рекорд | Вікторія Пендлтон (GBR) | 10.724 c | Лондон, Велика Британія | 5 серпня 2012 |

## Змагання

### Кваліфікація
| Місце | Спортсмен                | Результат |
| ----- | ------------------------ | --------- |
| 1     | Ребекка Джеймс (GBR)     | 10.721 OR |
| 2     | Кеті Марчант (GBR)       | 10.787    |
| 3     | Лі Хвейші (HKG)          | 10.800    |
| 4     | Еліс Лігтле (NED)        | 10.803    |
| 5     | Чжун Тяньши (CHN)        | 10.820    |
| 6     | Крістіна Фоґель (GER)    | 10.865    |
| 7     | Наташа Хансен (NZL)      | 10.871    |
| 8     | Стефані Мортон (AUS)     | 10.875    |
| 9     | Анна Мірс (AUS)          | 10.947    |
| 10    | Сімона Крупекайте (LTU)  | 10.978    |
| 11    | Анастасія Войнова (RUS)  | 10.985    |
| 12    | Кейт О'Браєн (CAN)       | 11.020    |
| 13    | Лауріне ван Ріссен (NED) | 11.023    |
| 14    | Міріам Вельте (GER)      | 11.038    |
| 15    | Гун Цзіньцзє (CHN)       | 11.068    |
| 16    | Віржині Куефф (FRA)      | 11.099    |
| 17    | Монік Салліван (CAN)     | 11.143    |
| 18    | Ольга Ісмаілова (AZE)    | 11.152    |
| 19    | Таня Кальво (ESP)        | 11.162    |
| 20    | Лісандра Ґуерра (CUB)    | 11.171    |
| 21    | Фатеха Мустапа (MAS)     | 11.207    |
| 22    | Дар'я Шмельова (RUS)     | 11.230    |
| 23    | Олівія Подмор (NZL)      | 11.315    |
| 24    | Хуліана Гавірія (COL)    | 11.505    |
| 25    | Сенді Клер (FRA)         | 11.517    |
| 26    | Хелена Касас (ESP)       | 11.707    |
| 27    | Ебтіссам Мохамед (EGY)   | 12.920    |

### 1/16 фіналу
| Місце | Спортсмен             | Результат |
| ----- | --------------------- | --------- |
| 1     | Ребекка Джеймс (GBR)  | 11.377    |
| 2     | Ольга Ісмаілова (AZE) | +0.165    |

| Місце | Спортсмен            | Результат |
| ----- | -------------------- | --------- |
| 1     | Кеті Марчант (GBR)   | 11.499    |
| 2     | Монік Салліван (CAN) | +0.150    |

| Місце | Спортсмен           | Результат |
| ----- | ------------------- | --------- |
| 1     | Лі Хвейші (HKG)     | 11.355    |
| 2     | Віржині Куефф (FRA) | +0.089    |

| Місце | Спортсмен          | Результат |
| ----- | ------------------ | --------- |
| 1     | Еліс Лігтле (NED)  | 11.425    |
| 2     | Гун Цзіньцзє (CHN) | +0.104    |

| Місце | Спортсмен           | Результат |
| ----- | ------------------- | --------- |
| 1     | Чжун Тяньши (CHN)   | 11.310    |
| 2     | Міріам Вельте (GER) | +0.499    |

| Місце | Спортсмен                | Результат |
| ----- | ------------------------ | --------- |
| 1     | Крістіна Фоґель (GER)    | 11.279    |
| 2     | Лауріне ван Ріссен (NED) | +0.179    |

| Місце | Спортсмен           | Результат |
| ----- | ------------------- | --------- |
| 1     | Наташа Хансен (NZL) | 11.400    |
| 2     | Кейт О'Браєн (CAN)  | +0.183    |

| Місце | Спортсмен               | Результат |
| ----- | ----------------------- | --------- |
| 1     | Анастасія Войнова (RUS) | 11.503    |
| 2     | Стефані Мортон (AUS)    | +0.097    |

| Місце | Спортсмен               | Результат |
| ----- | ----------------------- | --------- |
| 1     | Сімона Крупекайте (LTU) | 11.308    |
| 2     | Анна Мірс (AUS)         | +0.408    |

### додатковий раунд 1/16 фіналу
| Місце | Спортсмен                | Результат |
| ----- | ------------------------ | --------- |
| 1     | Анна Мірс (AUS)          | 11.716    |
| 2     | Ольга Ісмаілова (AZE)    | +0.065    |
| 3     | Лауріне ван Ріссен (NED) | +0.072    |

| Місце | Спортсмен            | Результат |
| ----- | -------------------- | --------- |
| 1     | Міріам Вельте (GER)  | 11.466    |
| 2     | Кейт О'Браєн (CAN)   | +0.061    |
| 3     | Монік Салліван (CAN) | +0.154    |

| Місце | Спортсмен            | Результат |
| ----- | -------------------- | --------- |
| 1     | Віржині Куефф (FRA)  | 11.496    |
| 2     | Стефані Мортон (AUS) | +0.012    |
| 3     | Гун Цзіньцзє (CHN)   | +0.188    |

### 1/8 фіналу
| Місце | Спортсмен            | Результат |
| ----- | -------------------- | --------- |
| 1     | Ребекка Джеймс (GBR) | 11.375    |
| 2     | Віржині Куефф (FRA)  | +0.037    |

| Місце | Спортсмен           | Результат |
| ----- | ------------------- | --------- |
| 1     | Кеті Марчант (GBR)  | 12.247    |
| 2     | Міріам Вельте (GER) | +0.343    |

| місце | Спортсмен       | Результат |
| ----- | --------------- | --------- |
| 1     | Лі Хвейші (HKG) | 11.551    |
| 2     | Анна Мірс (AUS) | +0.081    |

| Місце | Спортсмен               | Результат |
| ----- | ----------------------- | --------- |
| 1     | Еліс Лігтле (NED)       | 11.360    |
| 2     | Сімона Крупекайте (LTU) | +0.025    |

| Місце | Спортсмен               | Результат |
| ----- | ----------------------- | --------- |
| 1     | Анастасія Войнова (RUS) | 11.271    |
| 2     | Чжун Тяньши (CHN)       | +0.001    |

| Місце | Спортсмен             | Результат |
| ----- | --------------------- | --------- |
| 1     | Крістіна Фоґель (GER) | 11.197    |
| 2     | Наташа Хансен (NZL)   | +0.092    |

### додатковий раунд 1/8 фіналу
| Місце | Спортсмен               | Результат |
| ----- | ----------------------- | --------- |
| 1     | Сімона Крупекайте (LTU) | 11.614    |
| 2     | Віржині Куефф (FRA)     | +0.001    |
| 3     | Наташа Хансен (NZL)     | +0.150    |

| Місце | Спортсмен           | Результат |
| ----- | ------------------- | --------- |
| 1     | Чжун Тяньши (CHN)   | 11.557    |
| 2     | Анна Мірс (AUS)     | +0.082    |
| 3     | Міріам Вельте (GER) | +1.766    |

### Чвертьфінал
| Місце | Спортсмен            | Результат 1 гонки | Результат 2 гонки |
| ----- | -------------------- | ----------------- | ----------------- |
| 1     | Ребекка Джеймс (GBR) | 11.289            | 11.243            |
| 2     | Чжун Тяньши (CHN)    | +0.025            | +0.016            |

| Місце | Спортсмен               | Результат 1 гонки | Результат 2 гонки |
| ----- | ----------------------- | ----------------- | ----------------- |
| 1     | Кеті Марчант (GBR)      | 11.225            | 11.342            |
| 2     | Сімона Крупекайте (LTU) | +1.139            | +0.232            |

| Місце | Спортсмен             | Результат 1 гонки | Результат 2 гонки |
| ----- | --------------------- | ----------------- | ----------------- |
| 1     | Крістіна Фоґель (GER) | 11.230            | 11.373            |
| 2     | Лі Хвейші (HKG)       | +0.044            | +0.189            |

| Місце | Спортсмен               | Результат 1 гонки | Результат 2 гонки |
| ----- | ----------------------- | ----------------- | ----------------- |
| 1     | Еліс Ліхтлі (NED)       | 11.405            | 11.391            |
| 2     | Анастасія Войнова (RUS) | +0.033            | +0.007            |

### Півфінал
| Місце | Спортсмен            | Результат 1 гонки | Результат 2 гонки |
| ----- | -------------------- | ----------------- | ----------------- |
| 1     | Ребекка Джеймс (GBR) | 11.246            | 10.970            |
| 2     | Еліс Лігтле (NED)    | +0.038            | +0.400            |

| Місце | Спортсмен             | Результат 1 гонки | Результат 2 гонки |
| ----- | --------------------- | ----------------- | ----------------- |
| 1     | Крістіна Фоґель (GER) | 11.302            | 11.153            |
| 2     | Кеті Марчант (GBR)    | +0.065            | +0.089            |

### Гонка за дев'яте місце
| Місце | Спортсмен           | Результат |
| ----- | ------------------- | --------- |
| 9     | Наташа Хансен (NZL) | 11.795    |
| 10    | Анна Мірс (AUS)     | +0.068    |
| 11    | Міріам Вельте (GER) | +0.174    |
| 12    | Віржині Куефф (FRA) | +0.181    |

### Гонка за п'яте місце
| Місце | Спортсмен               | Результат |
| ----- | ----------------------- | --------- |
| 5     | Чжун Тяньши (CHN)       | 11.197    |
| 6     | Лі Хвейші (HKG)         | +0.005    |
| 7     | Сімона Крупекайте (LTU) | +0.203    |
| 8     | Анастасія Войнова (RUS) | +0.353    |

### Гонка за третє місце
| Місце | Спортсмен          | Результат 1 гонки | Результат 2 гонки |
| ----- | ------------------ | ----------------- | ----------------- |
| 3     | Кеті Марчант (GBR) | 11.237            | 11.424            |
| 4     | Еліс Лігтле (NED)  | +0.087            | +0.007            |

### Фінал
| Місце | Спортсмен             | Результат 1 гонки | Результат 2 гонки |
| ----- | --------------------- | ----------------- | ----------------- |
| 1     | Крістіна Фоґель (GER) | 11.237            | 11.312            |
| 2     | Ребекка Джеймс (GBR)  | +0.016            | +0.004            |